# Dik Trom (film)
Dik Trom is een Nederlandse film uit 2010 geregisseerd door Arne Toonen. Alhoewel het hoofdpersonage is gebaseerd op Dik Trom uit de werken van C.Joh. Kieviet, betreft het geen boekverfilming, maar een geheel nieuw, moderner verhaal. Dik Trom zelf vormt een van de weinige gelijkenissen met de boeken. Film en boeken hebben verder weinig raakvlakken. Zo woont hij in de film in Dikkedam en Dunhoven, terwijl de Dik Trom uit de boeken opgroeide in Hoofddorp.

## Verhaal
Dik (Michael Nierse) woont samen met Pa (Marcel Musters) en Ma Trom (Eva Van Der Gucht) in het gezellige Dikkedam. Alle bewoners van het plaatsje zijn levensgenieters die graag lekker en veel eten, en daardoor net zoals Dik en zijn ouders behoorlijk fors zijn. Diks zorgeloze leventje wordt omgegooid als Pa met zijn gezin naar Dunhoven verhuist om daar een restaurant te beginnen. In Dunhoven let iedereen precies op wat hij eet en is sporten en slank zijn het belangrijkste wat er is. Het restaurant lijkt dus gedoemd te mislukken. Dan wordt Dik ook nog verliefd op Lieve (Fiona Livingston), de dochter van Sonja Slager (Loes Haverkort), de plaatselijke dieetgoeroe. Terwijl zijn vader het hoofd boven water probeert te houden, bindt Dik de strijd aan met Viktor (Nils Verkooijen), de vervelende zoon van de sportschoolhouder die eveneens een oogje heeft op Lieve. Viktor komt er ook nog eens achter dat Dik Trom chocolade mee heeft terwijl dat op zijn school niet mag. Om indruk te maken op Lieve doen Dik en Victor mee met een sportwedstrijd wie wint mag met Lieve.

## Rolverdeling
| Personage    | Acteur            |
| ------------ | ----------------- |
| Dik Trom     | Michael Nierse    |
| Ma Trom      | Eva Van Der Gucht |
| Pa Trom      | Marcel Musters    |
| Sjak         | Julien van Soest  |
| Dolf         | Thijs Römer       |
| Sonja Slager | Loes Haverkort    |
| Lieve Slager | Fiona Livingston  |
| Viktor       | Nils Verkooijen   |
| Henk Slager  | Stephan Evenblij  |

## Bezoekers
Op 24 januari 2011 hadden meer dan 400.000 mensen Dik Trom gezien en de rolprent kreeg dientengevolge de Platina Film.